# Gwiazdy polskiej muzyki lat 80. (album Tiltu)
Gwiazdy polskiej muzyki lat 80. – album kompilacyjny zespołu Tilt wydany w 2007 roku jako dodatek do gazety. Zawiera 14 przebojów z lat 80. Płyta pochodzi z kolekcji Dziennika i jest szóstą częścią cyklu „Gwiazdy polskiej muzyki lat 80.”.

## Spis utworów
1. „Runął już ostatni mur” – 3:30
2. „Zawsze, wszędzie, teraz” – 2:52
3. „Mówię ci, że...” – 3:00
4. „O jaki dziwny, dziwny, dziwny...” – 1:55
5. „Blokada czad” – 2:08
6. „Jeszcze będzie przepięknie” – 3:04
7. „Ganja” – 3:13
8. „Nie wierzę politykom” – 4:14
9. „Gdyby wszystkie słowa” – 4:04
10. „Niech się stanie to, co ma się stać” – 3:05
11. „Except One” – 2:23
12. „Tak jak ja kocham cię” – 5:49
13. „Szare koszmary” – 1:46
14. „Rzeka miłości, morze radości, ocean szczęścia” – 4:05